# Nestora Salgado
Nestora Salgado García (Olinalá, Guerrero; 28 de febrero de 1972) es una activista  y política mexicana. Desde el 1 de septiembre de 2018 es senadora por Guerrero en el Congreso de la Unión partido Movimiento de Regeneración Nacional (Morena). Ha sido líder y ex-comandante de la policía comunitaria de la CRAC-PC de Olinalá, en el Estado de Guerrero, en México. 
Fue detenida el 21 de agosto del 2013, acusada de secuestro y delincuencia organizada. Estuvo presa durante dos años y siete meses siendo considerada presa política por el Grupo de Trabajo sobre Detención Arbitraria de la Organización de las Naciones Unidas. Quedó en libertad el 18 de marzo del 2016, después de que se le dictaran tres autos de libertad. En 2014 fue distinguida con dos premios: el Premio Nacional Carlos Montemayor y el Premio Nacional en Derechos Humanos don Sergio Méndez Arce.

## Biografía
Nació en la comunidad de Olinalá perteneciente a la zona montañosa del estado de Guerrero en 1971. Migró a los Estados Unidos de América en 1991, huyendo de la violencia familiar y en busca de mejores oportunidades. Obtuvo la ciudadanía en Renton, Washington, y logró una estabilidad económica.
Regresaba periódicamente a su comunidad, y en uno de esos viajes sufrió un accidente en el 2001 que la mantuvo postrada por varios meses. En el 2004, se estableció nuevamente en Olinalá, donde su hija puso una carnicería. Por este negocio, la extorsionaban por protección con cuotas de 500 pesos mexicanos a la semana.

### Líder comunitaria
En el año 2012, cuando Nestora Salgado visitaba su comunidad de nacimiento en Guerrero, durante su estadía en los Estados Unidos, los habitantes del pueblo se levantaron en repudio a la creciente inseguridad. Salieron a la calle y cuestionaron a las autoridades, en particular al síndico, Armando Patrón Jiménez, por su inacción y presunta complicidad con delincuentes.[cita requerida]
Surgió entonces la policía comunitaria de Olinalá, que luego se sumó a la Coordinadora Regional de Autoridades Comunitarias-Policía Comunitaria (CRAC-PC), una coordinadora de grupos de policías comunitarias con base en usos y costumbres indígenas, cuya existencia es amparada por leyes locales e internacionales, en particular la Ley 701 del estado de Guerrero

### Detención
En el 2013, la policía comunitaria, de la cual Nestora Salgado era comandante, detuvo al síndico Armando Patrón Jiménez junto a varias personas acusadas de robar vacas y matar al dueño. El síndico acusó a Nestora de secuestro, ante la procuraduría estatal de Guerrero.
Fue detenida el 21 de agosto de 2013 junto a 30 comunitarios, bajo acusaciones de  secuestro y delincuencia organizada. La llevaron al penal de alta seguridad en Nayarit. Posteriormente, fue trasladada al penal de Tepepan, en la Ciudad de México. Durante el periodo en que estuvo presa, denunció ser víctima de irregularidades y una persecución política.

#### Liberación
Tras una serie de movilizaciones, reclamos en su nombre y una huelga de hambre que ella realizó dentro de la cárcel, fue liberada el 18 de marzo de 2016. El primer Auto de libertad se le otorgó porque no contó con asistencia consular a pesar de ser también ciudadana extranjera ya que estaba casada con un estadounidense. Otro Auto de libertad se da luego de que el juez que revisó el caso consideró que las acciones de la comandanta estuvieron enmarcadas en la Ley 701 que avalan los sistemas de justicia en los pueblos indígenas.

#### Irregularidades
Aunque la acusación sobre delincuencia organizada no se sustentó, no fue liberada de inmediato sino hasta más de un año después de su detención. Diversas irregularidades se documentaron en el proceso legal en su contra, pues no se le permitió el acceso a un abogado o a tener contacto con su familia.
El 3 de febrero de 2016 el Grupo de Trabajo sobre Detención Arbitraria de la ONU declaró en su opinión 56/2015 que la detención de Nestora era arbitraria e ilegal y exigió su liberación inmediata. Diversos grupos sociales y personalidades de México, como la escritora Elena Poniatowska, respaldaron a la líder de la policía comunitaria y exigieron su libertad.

#### Controversias
Los activistas Isabel Miranda de Wallace y Alejandro Martí han emitido opiniones en torno a su persona, bajo el argumento de que su proceso legal ha sido tocado por tintes políticos, expresando que Salgado es una presunta secuestradora a pesar del proceso jurídico en torno a su caso.
Fue acusada de haber participado en 48 secuestros, extorsión y robo, reportados a las autoridades de Guerrero en la carpeta: DGAP/136/3013 y TAB/FRZA/018/2013. Fue llevada a prisión después de que 39 personas en calidad de testigos señalaran su participación en la policía comunitaria. Fue presentada como evidencia ante el juez una supuesta llamada que dice: “Soy la comandante Nestora Salgado, y solo le llamó para decirle que a cambio de la libertad de su hija me tiene que entregar la cantidad de cinco mil pesos. Así es que ya sabe, cuando tenga esa cantidad me la entrega y entonces yo le entrego a su hija”. Sin embargo, no hay evidencia de que Salgado haya dicho estas palabras, pues sólo se trata del extracto de las declaraciones ministeriales dichas por los padres de una de las detenidas. El juez determinó que el testimonio no era verídico, pues los denunciantes habían caído en diversas contradicciones, señalando que: “no se conducen con probidad en los hechos que narran en sus diversas comparecencias ante el órgano investigador, y por lo tanto, sus declaraciones se desestiman”.
Según varios reportes periodísticos, aún tiene vigentes dos expedientes en su contra en el que se le acusa de secuestro agravado. El primer expediente, con causa penal 05/2014, señala que Dulce Rubí, Yesenia y Pedro Gil denunciaron que la mujer encabezó a un grupo de policías que los detuvieron, encerraron y obligaron a realizar trabajos forzados, acusándolos de cometer delitos en su comunidad, esto mientras se reunía el dinero para su liberación.
El segundo expediente abierto, bajo la causa penal 48/2014 en el Juzgado Segundo de Distrito en Morelos, señala que el señor Eugenio “N” denunció que Nestora Salgado y sus policías comunitarios lo detuvieron y encerraron mientras que su familia reunía el dinero que le habían exigido como multa por un supuesto delito que había cometido.

### Trayectoria política

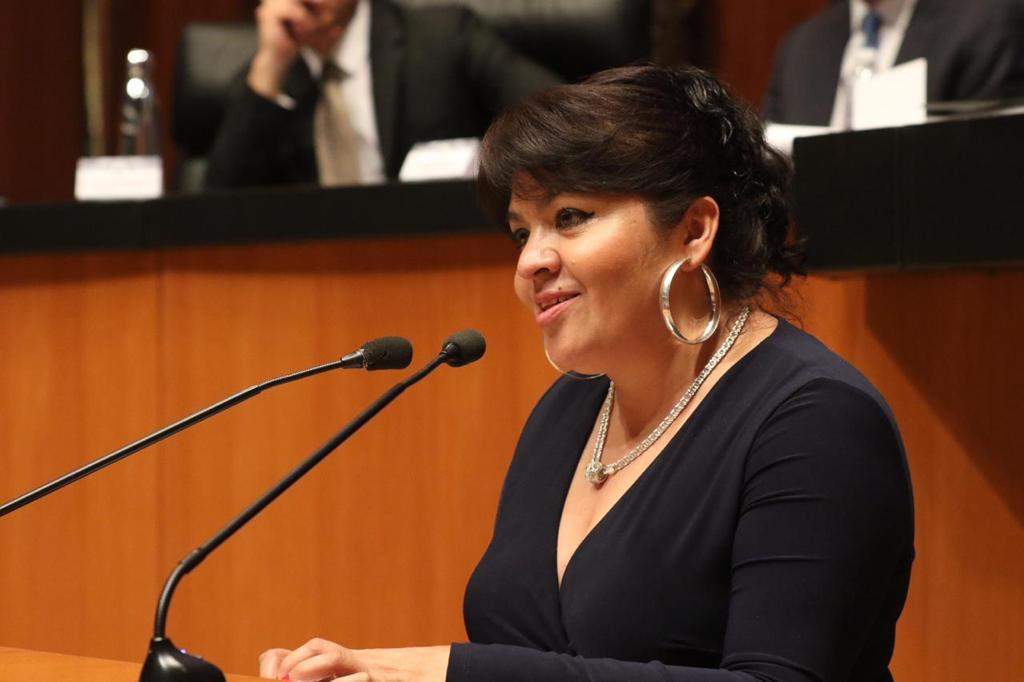
Nestora Salgado en el Senado de la República en 2019

El domingo 18 de febrero del 2018, el partido Movimiento de Regeneración Nacional (Morena) anunció la postulación de Nestora Salgado como senadora plurinominal en representación del estado de Guerrero. Obteniendo un escaño en el cámara de senadores durante las elecciones federales de México de 2018.
En el Senado de la República, Salgado García es secretaria de la Comisión de Derechos Humanos, integrante de las comisiones de Asuntos Indígenas, Estudios Legislativos, Trabajo y Previsión Social y Seguridad Pública. Ha propuesto seis iniciativas de reforma de ley. Se ha suscrito a 56 iniciativas. Ha propuesto 17 puntos de acuerdo y se ha suscrito a 11. Ha enviado dos excitativas, dos efemérides. Ha tenido 15 intervenciones ante el pleno.

## Vida personal
El 30 de junio de 2020 fue hospitalizada en Acapulco con síntomas de COVID-19; su estado de salud era delicado. Esto en el contexto de la Pandemia de COVID-19 en México.

## Premios y reconocimientos
- 2014 - XXII Premio Nacional en Derechos Humanos don Sergio Méndez Arceo[29]
- 2014 - Premio Nacional Carlos Montemayor[30]
- 2018 - Doctorado honoris causa de la Universidad del Norte de Tamaulipas.[31]